# Steve Byers
Steve Byers (Scarborough, 31 dicembre 1976) è un attore canadese noto soprattutto per la sua interpretazione del personaggio di Jason nella serie televisiva Falcon Beach.
È stato nominato da People come una delle stelle del 2007 a fianco di celebrità come Ashton Kutcher e Miley Cyrus.

## Filmografia

### Cinema
- Heart of America, regia di Uwe Boll (2002)
- House of the Dead, regia di Uwe Boll (2003)
- One Way, regia di Reto Salimbeni (2006)
- Immortals, regia di Tarsem Singh (2011)
- Total Recall - Atto di forza (Total Recall), regia di Len Wiseman (2012)
- Flatliners - Linea mortale (Flatliners), regia di Niels Arden Oplev (2017)

### Televisione
- 2gether – serie TV, episodi 1x06-1x08 (2000)
- Boys and Girls (The Sausage Factory) – serie TV, episodio 1x09 (2001)
- Demon Town – serie TV, episodio 1x09 (2002)
- Carrie, regia di David Carson – film TV (2002)
- John Doe – serie TV, episodio 1x16 (2003)
- Missing (1-800-Missing) – serie TV, episodio 1x02 (2003)
- Mutant X – serie TV, episodio 2x10 (2004)
- Kevin Hill – serie TV, episodio 1x13 (2005)
- Falcon Beach – serie TV, 26 episodi (2006-2007)
- The Dresden Files – serie TV, episodi 1x01, 1x07 (2007-2008)
- Verdetto finale (Final Verdict), regia di Richard Roy – film TV (2009)
- CSI: Miami – serie TV, episodio 7x21 (2009)
- Smallville – serie TV, 3 episodi (2010-2011)
- Call Me Fitz – serie TV, episodio 2x10 (2011)
- Alphas – serie TV, 7 episodi (2012)
- The L.A. Complex – serie TV, 5 episodi (2012)
- L'uomo nell'alto castello (The Man in the High Castle) – serie TV, 8 episodi (2015-2016)
- Slasher – serie TV, 16 episodi (2016, 2023)
- Ransom – serie TV, episodio 1x04 (2017)
- Reign – serie TV, 5 episodi (2017)
- La storia di due cuori (Good Witch: Tale of Two Hearts), regia di Michael Kennedy – film TV (2018)
- Supergirl – serie TV, episodi 4x06-4x07 (2018)
- Frankie Drake Mysteries – serie TV, episodio 2x01 (2018)
- Shadowhunters – serie TV, 9 episodi (2018-2019)
- Hudson & Rex – serie TV, episodio 2x16 (2020)
- Workin' Moms – serie TV, 4 episodi (2020)
- Private Eyes – serie TV, episodio 4x05 (2020)

## Doppiatori italiani
Nelle versioni in italiano delle opere in cui ha recitato, Steve Byers è stato doppiato da:
- Riccardo Rossi in CSI: Miami
- Fabrizio De Flaviis in Smallville
- Edoardo Stoppacciaro in Smallville (ep.10x14, in una scena)[1]
- Francesco Pezzulli in Slasher
- Gabriele Lopez ne L'uomo nell'alto castello
- Marco Giansante in Supergirl
- Luca Mannocci in Shadowhunters (ep. 3x04-06, 3x14-15)
- Paolo Vivio in Shadowhunters (ep. 3x22)

Da doppiatore è stato sostituito da:
- Roberto Palermo in Tom Clancy’s Ghost Recon: Wildlands